# Sean Duffy
Sean Patrick Duffy (ur. 3 października 1971 w Hayward) – amerykański prawnik i polityk związany z Partią Republikańską, członek Izby Reprezentantów Stanów Zjednoczonych ze stanu Wisconsin w latach 2011–2019, sekretarz transportu Stanów Zjednoczonych od 28 stycznia 2025 roku.

## Życiorys
Urodził się 3 października 1971 roku w Hayward w stanie Wisconsin. W 1994 roku uzyskał stopień Bachelor of Arts na Saint Mary’s College w Winonie w stanie Minnesota, a następnie podjął studia prawnicze na William Mitchell College of Law w Saint Paul, które w 1999 roku ukończył ze stopniem Juris Doctor. 
W okresie studiów, w 1997 roku wziął udział w emitowanym w telewizji MTV programie typu reality show The Real World: Boston, jednej z edycji serii The Real World. Po uzyskaniu wykształcenia prowadził prywatną praktykę prawniczą i był prokuratorem w hrabstwie Ashland w stanie Wisconsin, a ponadto pełnił funkcję zastępcy prokuratora okręgowego oraz funkcję prokuratora okręgowego w tym hrabstwie.
W 2010 roku został po raz pierwszy wybrany z ramienia Partii Republikańskiej do Izby Reprezentantów Stanów Zjednoczonych z 7. okręgu wyborczego w stanie Wisconsin. Uzyskiwał reelekcje w 2012, 2014, 2016 i 2018 roku. W sierpniu 2019 roku zapowiedział złożenie mandatu kongresmena z powodu problemów zdrowotnych swojego nienarodzonego dziecka.
W listopadzie 2024 roku prezydent elekt Donald Trump ogłosił nominację Duffy’ego na stanowisko sekretarza transportu Stanów Zjednoczonych w swoim drugim gabinecie. 28 stycznia 2025 roku Senat Stanów Zjednoczonych zatwierdził jego nominację na to stanowisko stosunkiem głosów 77–22, ponadto tego samego dnia odbyło się jego zaprzysiężenie na przedmiotowy urząd.

## Życie prywatne
Jest żonaty z Rachel Campos-Duffy, którą poznał dzięki programowi The Real World (Campos występowała w emitowanej w 1994 roku edycji The Real World: San Francisco). Ma z nią dziewięcioro dzieci. Ostatnie z nich, córka Valentina StellaMaris, urodziła się z zespołem Downa i wadą serca.